# 阿比盖尔·约翰逊
阿比盖尔·皮埃尔蓬·约翰逊（1961年12月19日—）是一位美国女商人，亿万富翁。自2014年起，约翰逊一直担任美国投资公司富达投资（FMR）的总裁兼首席执行官，并担任其姊妹公司富达国际（FIL）的董事长。富达由其祖父爱德华·C·约翰逊二世创立。她的父亲爱德华·C·“内德”·约翰逊三世仍然是FMR的名誉主席。截至2013年3月，约翰逊家族拥有该公司49％的股份，而约翰逊本人则持有该公司24.5％的股份。
2016年11月，约翰逊被任命为董事长，并将继续担任首席执行官兼总裁，这使她完全控制了在全球拥有45,000名员工的富达投资。约翰逊的财富约为160亿美元，使她成为世界上最富有的女性之一。她在2016年被福布斯评为美国50个最大城市中的首富，并在2019年位列世界百名权威女性第7位。她也是麻薩諸塞州首富。

## 早年生活和教育
约翰逊就读于马萨诸塞州剑桥的私立学校白金汉·布朗和尼科尔斯，后于1984年从霍巴特和威廉·史密斯大学获得艺术史学士学位。在1985-86年间短暂担任博思艾伦汉密尔顿控股公司的顾问之后，约翰逊在哈佛商学院完成了工商管理碩士（MBA）学位。

## 富达投资
约翰逊于1988年从哈佛商学院毕业后，加入了富达投资公司（她的祖父爱德华·约翰逊二世在1946年成立），担任分析师和投资组合经理。2001年，她被提升为富达资产管理总裁。2005年，她成为零售，工作场所和机构业务主管。她于2012年被任命为总裁。2014年，她成为首席执行官，这是她父亲自1977年以来一直担任的职务，并在2016年成为董事长。2018年，约翰逊在富达引入了加密货币投资，使机构投资者可以用比特币和以太坊交易。

## 政治
2016年，约翰逊向共和党总统候选人傑布·布希捐赠了2,700美元，这是合法的总统初选竞选活动的最高限额。
根据联邦选举委员会的记录，阿比盖尔还于2016年向希拉里·克林顿的竞选活动和民主党全国委员会捐赠了约33万美元。

## 奖项和荣誉
约翰逊是资本市场监管委员会成员，也是证券业和金融市场协会（SIFMA）董事会成员。她是金融服务论坛董事会的第一位也是唯一的女性成员。
几年来，《福布斯》将约翰逊列为世界百名权威女性之一：
| 福布斯：世界百名权威女性 | 福布斯：世界百名权威女性 |
| 年份                     | 排名                     |
| ------------------------ | ------------------------ |
| 2019                     | 7                        |
| 2018                     | 5                        |
| 2017                     | 7                        |
| 2016                     | 16                       |
| 2015                     | 19                       |
| 2014                     | 34                       |